# Cratere Isidorus
Isidorus è un cratere lunare di 41,39 km situato nella parte sud-orientale della faccia visibile della Luna.
Il cratere è dedicato all'astronomo spagnolo Isidoro di Siviglia.

## Crateri correlati
Alcuni crateri minori situati in prossimità di Isidorus sono convenzionalmente identificati, sulle mappe lunari, attraverso una lettera associata al nome.
| Isidorus | Coordinate           | Diametro (in km) |
| -------- | -------------------- | ---------------- |
| A        | 8°03′36″S 33°12′36″E | 9,92             |
| B        | 4°32′24″S 32°59′24″E | 29,51            |
| C        | 4°48′S 31°39′E       | 7,93             |
| D        | 4°16′48″S 34°04′48″E | 14,95            |
| E        | 5°23′24″S 32°37′12″E | 13,53            |
| F        | 8°47′24″S 34°11′24″E | 17,18            |
| G        | 6°25′12″S 31°40′12″E | 6,53             |
| H        | 3°57′00″S 32°37′48″E | 6,74             |
| K        | 8°55′12″S 33°20′24″E | 7,15             |
| U        | 7°57′00″S 31°32′24″E | 5,56             |
| V        | 8°52′48″S 30°48′36″E | 3,85             |
| W        | 9°29′24″S 32°22′12″E | 3,98             |